# Matthew Barzun
Matthew Winthrop Barzun, né le 23 octobre 1970, est un homme d'affaires, diplomate, collecteur de fonds politique américain et ambassadeur des États-Unis au Royaume-Uni,. C'est un dirigeant d'entreprise connu pour son travail avec CNET Networks et pour son travail de collecte de fonds pour la campagne présidentielle de Barack Obama en 2008,. Il est ambassadeur des États-Unis en Suède de 2009 à 2011. Il est choisi par le président Barack Obama comme président du comité national des finances pour la campagne de réélection du président en 2012. Il est l'auteur de The Power of Giving Away Power chez Optimism Press, une maison d'édition de Penguin Random House.

## Jeunesse et éducation
Matthew Barzun est né à New York . Il grandit à Lincoln, dans le Massachusetts et fréquente l'école St. Paul, à Concord, dans le New Hampshire . Il obtient son baccalauréat en histoire et littérature magna cum laude du Harvard College en 1993. Dans son témoignage devant le Sénat lors de sa sélection en vue de sa confirmation, il note qu'il est stagiaire d'été auprès du sénateur du Massachusetts John Kerry en 1989. Il est titulaire de diplômes honorifiques de l'Université de Warwick et de l'Université De Montfort  et d'une bourse honorifique de l'University College London.

## Carrière
Après avoir obtenu son diplôme du Harvard College, il commence à travailler avec CNET Networks,,.

### Campagne d'Obama en 2008
Dans The Audacity to Win, l'auteur et stratège politique David Plouffe décrit l'idée de campagne populaire de Matthew Barzun comme étant des « collectes de fonds citoyennes » qui renforcent le lien d'Obama avec ses partisans.

### Diplomatie
La commission sénatoriale des relations étrangères, présidée par le sénateur John Kerry, approuve la nomination de Matthew Barzun comme ambassadeur en Suède au cours de la semaine du 3 août 2009, et la nomination est confirmée le 7 août. Matthew Barzun prête serment comme ambassadeur des États-Unis auprès du Royaume de Suède le 12 août 2009 et présente ses lettres de créance au roi Carl XVI Gustaf le 21 août 2009. Matthew Barzun donne la priorité à la sensibilisation et à l'engagement personnel, en lançant le US Embassy Road Show qui amène le personnel, les ressources et les expositions de l'ambassade hors de Stockholm vers des villes et villages plus petit. En partenariat avec le gouvernement suédois, il crée également la Swedish American Green Alliance, où Suédois et Américains partagent des nouvelles et des idées en faveur d'un avenir énergétique propre.
Le président Obama nomme Matthew Barzun ambassadeur des États-Unis au Royaume-Uni en 2013,. Le Sénat le confirme à l’unanimité le 1er août 2013. Il présente ses lettres de créance à la reine Elizabeth II le 27 novembre 2013. Pendant son mandat, Matthew Barzun met en place le programme Young Leaders UK (YLUK), ce qui lui permet de communiquer et de parler avec des jeunes de tout le Royaume-Uni. Le programme YLUK rencontre le président Obama lors de sa visite au Royaume-Uni en 2016. Matthew Barzun est choisi par le Département d'État américain comme lauréat du prix Sue M. Cobb 2016 pour service diplomatique exemplaire pour « sa passion et son engagement pendant son mandat à Londres pour la promotion des valeurs et des idéaux américains, et son dévouement pour le développement de la prochaine génération d'agents de carrière du service extérieur ».
En janvier 2017, Matthew Barzun annonce qu'il quitterait son poste d'ambassadeur avant l'entrée en fonction de Donald Trump . Il quitte le Royaume-Uni le 18 janvier 2017 et est retourné dans le Kentucky. Le chef de mission adjoint de l'époque, Lewis Lukens, succède alors Matthew Barzun comme chargé d'affaires en attendant la nomination d'un nouvel ambassadeur,. À son retour aux États-Unis, il reçoit la médaille Marshall de la Commission de commémoration de l'aide Marshall créée par le Parlement britannique pour son dévouement au renforcement des relations entre les États-Unis et la Grande-Bretagne. Il siège également au conseil d'administration du National Constitution Center.

### The Power of Giving Away Power
Le 1er juin 2021, Penguin Random House (Optimism Press) publie le livre de Matthew Barzun , The Power of Giving Away Power: How the Best Leaders Learn to Let Go . Le livre sur le leadership décrit comment créer une culture de collaboration en adoptant les habitudes et les comportements d'interdépendance. Les dirigeants présentés sont Mary Parker Follett, John Gilbert Winant, Dee Hock et Jane Jacobs.

### Médias
Barzun cofonde Tortoise Media en 2018 avec James Harding et Katie Vanneck-Smith. En janvier 2021, le média comptait près de 50 000 abonnés payants. Il acquit Louisville Magazine en 2018 et est l'éditeur du magazine.

## Vie privée
Matthew Barzun est un descendant de Lucretia Mott, une partisane des droits des femmes, de John Winthrop, fondateur de la colonie de la baie du Massachusetts et de la ville de Boston, et de A. Lawrence Lowell, ancien président de l'université de Harvard. Son grand-père est le célèbre historien culturel américain d'origine française et ancien professeur de l'Université de Columbia, Jacques Barzun. Sa sœur cadette est la productrice de cinéma Lucy Barzun Donnelly, lauréate d'un Emmy et d'un Golden Globe pour son travail de production de Grey Gardens pour HBO .
Son frère cadet, Charles Barzun, est professeur titulaire de droit à la faculté de droit de l'Université de Virginie . Sa sœur aînée, Mariana Barzun, est directrice exécutive du Bureau de la philanthropie au bureau du maire de Louisville, dans le Kentucky .
Matthew Barzun est marié à Brooke Brown Barzun, héritière de l'empire de distillation Brown-Forman Corporation, qui comprend les marques Jack Daniel's et Woodford Reserve . Ils vivent à Louisville, dans le Kentucky, la ville natale de Brooke, et ont trois enfants.